# Jane Channell

Jane Channell, née le 23 août 1988 à North Vancouver, est une skeletoneuse canadienne. Elle fait partie de l'équipe olympique canadienne pour l'épreuve de skeleton lors des jeux olympiques d'hiver de 2018.

## Palmarès

### Championnats du monde
- Altenberg 2020 :  médaille d'argent par équipes.

### Coupe du monde
- 4 podiums individuels : 2 deuxièmes places et 2 troisièmes places.

 Dernière mise à jour le 13 février 2021 